# Обединени македонци
„Организацията Обединени македонци на Канада“ (на английски: The United Macedonians Organization of Canada; на македонска литературна норма: Обединети Македонци) e обществена организация на македонската емиграция в Канада, стояща на македонистки позиции.

## История
Основана е през 1959 година в Торонто под името Обединен македонски комитет от отцепили се от дружество „Христо Ботев“ и от Македонския народен съюз, главно бежанци от Егейска Македония. Първоначалоно си поставя за цел да обедини македонобългарската емиграция в Канада на „прогресивно-демократична основа“ и да я включи в борбата на левите сили против милитаризма и се оглавява от хора от старата българска икономическа емиграция от Македония.
Скоро обаче мнозинството от ръководството на Обединения македонски комитет, начело с бизнесмена от Ощима Спиро Василев, застава на югославски македонистки позиции и ръководството е подменено от новопристигнали емигранти от Гърция и Югославия. Организацията влиза в конфликт с Българо-канадския народен съюз. През 1962 година организацията установява връзки с новопровъзгласената Македонска православна църква и построява храма „Свети Климент Охридски“ в Торонто.
В 1970 година създава свое крило в Детройт от бивши членове на Македонския народен съюз.
През 70-те години членовете на организацията не надхвърлят 500 души, но развиват широка пропагандна дейност, активно подрепяни от Матицата на изселниците от Македония в Скопие, която изпраща в Канада на посещения - учени, духовници, художествени изпълнител и прочее. Създадени са танцови и театрални групи, както и спорти отбори.
От 4 до 7 септември 1970 година в Торонто е проведена първата национална конференция на Обединения македонски комитет в Америка, на която присъстват около 150 делегати. От Югославия пристигат Харалампие Поленакович, председател на Академията на науките и изкуствата в Скопие, Христо Андоновски, главен редактор на списанието на Матицата „Македония“, Гане Тодоровски, председател на Дружеството на писателите на Македония, артисти от Скопския народен театър, от телевизията и други. Конференцията приема устава на организацията. Като главна задача е определено подкрепянето на интересите на Социалистическа република Македония и разпространяването на нейната култура и традиции в Северна Америка. Организацията обявява, че няма да подкрепя политически партии и системи на управление.
От 70-те години членската маса на организацията се попълва предимно от нови изселници от Социалистическа република Македония, възпитани в антибългарски македонистки дух.
След създаването на независима Република Македония организацията влиза в публични спорове с гръцките общности в Торонто в защита на новосъздадената държава. На 21 май 2021 година бившият председател на организацията Драги Стойковски обвинява преподаващия в два университета в Мадрид български историк доцент Христо Костов в „български шовинизъм“, „фашизъм“ и „фалшифициране на историята“ по повод изследването му за македонобългарската и македонската емиграция в Торонто, разобличила Скопски исторически фалшификации за народностното самосъзнание на македонските емигранти в Канада в началото на XX век, сравнявайки го с отричане на Холокоста и искайки уволнението му и изгаряне на книгата.

## Президенти
| Име                   | Име при рождение         | Име на английски       | Произход | Години      |
| --------------------- | ------------------------ | ---------------------- | -------- | ----------- |
| Джеймс Сондърс        | Мито Спиров Сандрин      | James Saunders         | Желево   | 1959 – 1966 |
| Джон Гивънс           | Йоанче Михайлов Яновски  | John Givens            | Ощима    | 1966 – 1967 |
| Георги Лукрас         | Георги Лукров, Люкров    | Georgi Lukras          | Въмбел   | 1967 – 1968 |
| Джими Трентос         | Димитри Трентов, Трендов | Jimmy Trentos          | Лерин    | 1968 – 1969 |
| Тели Мориовче         |                          | Tely Moriovche         | Арменово | 1969 – 1971 |
| Антон Опашинов Пандов |                          | Anton Opashinov Pandov | Буф      | 1971 – 1973 |
| Джеймс Сондърс        | Мито Спиров Сандрин      | James Saunders         | Желево   | 1974 – 1975 |
| Тели Мориовче         |                          | Tely Moriovche         | Арменово | 1976 – 1977 |
| Петре Василевски      |                          | Petre Vasilevski       | Любойно  | 1978 – 1979 |
| Никола Стояновски     |                          | Nikola Stojanovski     |          | 1979 – 1981 |
| Бранко Стойчевски     |                          | Branko Stojcevski      |          | 1981 – 1982 |
| Траян Теговски        |                          | Trajan Tegovski        |          | 1982 – 1984 |
| Мендо Бакаловски      |                          | Mendo Bakalovski       | Драгош   | 1984 – 1987 |
| Стив Плякес           | Стефо Пляков             | Steve Pliakes          | Зелениче | 1987 – 1989 |
| Драган Дзолгановски   |                          | Dragan Dzolganovski    |          | 1989 – 1990 |
| Стив Плякес           | Стефо Пляков             | Steve Pliakes          | Зелениче | 1990 – 1992 |
| Владе Гроздановски    |                          | Vlade Grozdanovski     | Желево   | 1992 – 1993 |
| Тели Мориовче         |                          | Tely Moriovche         | Арменово | 1993 – 1995 |
| Владе Гроздановски    |                          | Vlade Grozdanovski     | Желево   | 1995 – 1999 |
| Драги Стойковски      |                          | Dragi Stojkovski       | Скопие   | 1999 – 2003 |
| Борис Мангов          |                          | Boris Mangov           | Баница   | 2003 – 2006 |
| Драги Стояновски      |                          | Dragi Stojkovski       | Скопие   | 2006 – 2009 |
| Мендо Бакаловски      |                          | Mendo Bakalovski       | Драгош   | 2009 - 2013 |
| Джим Шмагранов        | Мирче Шмагранов          | Jim Shmagranov         | Дъмбени  | 2013 - 2015 |
| Мендо Бакаловски      |                          | Mendo Bakalovski       | Драгош   | 2015        |